# Badis laspiophilus
Badis laspiophilus — мініатюрний представник родини бадієвих (Badidae), виявлений під час обстеження водойм Західної Бенгалії, що на північному сході Індії, проведеного в 2006 році.
До появи наукової назви був ще відомий як Badis sp. «Buxar»: van der Voort, 2009.
Badis laspiophilus був виявлений в болотистій місцині Шипра (англ. Shipra) в басейні річки Торса (англ. Torsa). Це буферна зона заповідника тигрів (англ. Buxa Tiger Reserve) у національному парку Букса (англ. Buxa National Park).
В адміністративному плані ця територія належить до округу Джалпайгурі (англ. Jalpaiguri District) на півночі штату Західний Бенгал.
Риби були знайдені в чистій водоймі з повільною течією та мулистим ґрунтом, без рослинності.

## Опис
Це один з найменших представників роду бадіс. Стандартна (без хвостового плавця) довжина виловлених у природі зразків риб не перевищувала 21 мм, але екземпляри, які утримувались в неволі, виростали до 45-50 мм стандартної довжини.
Тіло риб помірно видовжене і стиснуте з боків. Морда і вся голова округлі, очі розташовані в передній частині голови по центральній осі тіла. Перед спиною контур голови трохи увігнутий. Хвостове стебло має прямі верхній і нижній краї. Контур черева у самців зазвичай легко увігнутий, а у самок, навпаки, трохи вигнутий.
Луска на боках ктеноїдна, на верхній частині голови і на грудях — циклоїдна. У бічній лінії 20-22 луски. М'які частини спинного й анального плавців округлі, своїми задніми краями вони сягають хвостового плавця. У спинному плавці 13-15 твердих і 8-9 м'яких променів, в анальному 3 твердих і 5-7 м'яких, грудні плавці мають по 12-14 м'яких променів.

## Забарвлення
Основне забарвлення самців світло-коричневе, більш темне на спині, білувате на череві. Майже кожна лусочка несе яскраву червоно-оранжеву цятку. Через око проходить чорна смуга й прямує до нижньої щелепи. Нижній край зябрових кришок темно-сірого, навіть чорного кольору, а самі кришки червоно-оранжеві. На боках можуть виступати 10-11 чорних вертикальних смуг, але вони можуть і щезати, залежно від настрою риб.
Спинний, черевні, анальний і хвостовий плавці світло-оранжеві, грудні прозорі. На корені хвостового плавця посередині розташована темна пляма в оточенні світлої зони. Три чорні плями розташовані в передній, у задній частині спинного та в задній частині анального плавця. Спинний плавець має білу облямівку і червонувату зону під нею. Нечіткі чорні смужки присутні на спинному та анальному плавцях.
У шлюбному наряді тіло і плавці самця стають темними, майже чорними.
Забарвлення самок подібне до самців, але не таке інтенсивне.
B. laspiophilus виявляє близьку спорідненість з Badis singenensis.

## Утримання в неволі
Badis laspiophilus практично невідомий в акваріумах, але вже утримувався в неволі, й були отримані відповідні спостереження.
Рекомендується температура води 21—24 °C і щотижнева підміна частини води на свіжу. Акваріум має бути густо засаджений рослинами і декорований корчами, гілками й камінням. Вони створюватимуть для риб схованки. Обов'язковою є наявність печер, які надають притулок самцеві і служать місцем для нересту. Не можна тримати цих риб у спільному акваріумі.
Трохи вибагливі в плані годівлі. Беруть живі (мотиль, коретра, артемія) і морожені корми. На сухий корм зазвичай не звертають уваги.

## Особливості поведінки
Риби статичні, мало плавають, тримаються біля ґрунту. Поза спокою підтримується рухами анального, черевних і нижньої частини хвостового плавця. Лише на деякий час вони можуть затримуватись в середніх шарах води, а тоді знову повертаються до дна.
Спостереження за поведінкою Badis laspiophilus в неволі виявили цікаву особливість. Відчувши небезпеку, риби головою вниз під гострим кутом закопуються у ґрунт (коли він складається із гравію). Така специфічна поведінка не була помічена у жодного з інших видів бадісів.
У молодому віці риби доволі мирно вживаються між собою, але, коли вони досягають довжини близько 30 мм, як самці, так і самки, вступають у запеклі поєдинки. Згодом, коли в групі буде встановлена ієрархія, бійки припиняються.

## Розведення
Як і інші види бадісів, Badis laspiophilus нереститься в печерах. Ікра і молоки викидаються, коли риби перебувають у тісних обіймах, приблизно так само, як це відбувається у лабіринтових риб. Ікринки на коротких ниточках повисають на стінках печери або лягають на її дно. Самець охороняє кладку й агресивно проганяє від гнізда інших риб.
Приблизно за 3 дні виводяться личинки, а ще за 3 дні вони перетворюються на мальків, починають вільно плавати й харчуватись. Не чекаючи цього моменту, дорослих риб слід прибрати з нерестовища, адже тепер вони сприйматимуть мальків за їжу.
За кілька днів після розпливання мальки можуть брати наупліусів артемії, що тільки-но вилупились. Згодом їх переводять на більші корми. Молоді бадіси швидко ростуть і вже у віці 2-3 місяці виглядають як їхні батьки.